# Дикшит
Дікша, Дикша, Дикшит (санскр. दीक्षा, dīkṣā IAST) - обряд посвячення в учні в індуїзмі . Є давньою релігійною практикою основних напрямів індуїзму - вайшнавізму і шиваїзму, де вона розглядається як абсолютно необхідна умова для досягнення звільнення. Обряд Дикшит проводиться ґуру, який при цьому передає учневі певну мантру, а у разі вайшнавської Дікші, також забирає його карму. Поняття "Дікша" присутнє у буддизмі, а також у джайнізмі, де Дікшу називаютьчарітра та маханібхішкраман.
В індуїзмі вважається, що Дікша духовно очищає і освячує чоловіка (людину), перетворюючи його особистість. Дикшит має велику схожість з обрядом «упанаяна» і часто розглядається як доповнення до нього, або навіть виступає як заміна цього ритуалу, традиційно практикується в індуїстських сім'ях двічінарожденних.
У вайшнавізму Дикшит перш за все виступає як присвячення в життя служіння та відданості Богу, як можливість вступу до більш близькі взаємини з Богом через посередництво гуру. Паралельно з цим, вважається що Дикшит дає звільнення від значної частки минулих кармічних реакцій і сприяє отриманню духовного знання. У шиваїзму, Дикшит розглядається як абсолютно необхідна умова для досягнення мокші.
Всі течії сходяться на тому, що правом посвячувати в учні може володіти тільки піднесений і висококваліфікований гуру, який, як правило, повинен належати до парампаре (ланцюги учнівської наступності) однієї з авторитетних сампрадаї індуїзму і отримати від свого гуру в парампаре право приймати учнів. Часто іншими необхідними вимогами є належати до стану брахманів або наявність брахманической ініціації. Гуру зазвичай розглядається як представник Бога і йому надається відповідне вшанування. Кандидату на отримання Дикшит зазвичай дається випробувальний період, протягом якого він занурюється у вивчення священних писань і здійснює інші духовні практики. Після обряду Дикшит учень отримує нове духовне ім'я і священну мантру або мантри для повторення.
Існують різні форми Дикшит: у деяких течіях вайшнавізму обряди розрізняються залежно від кастової приналежності кандидата, а в шиваїзм і тантризму приймаються до уваги природні нахили і характер кандидата на отримання Дикшит.
Інші види Дикшит, такі як посвячення в ченці, включають в себе обітницю безшлюбності, відмова від всієї матеріальної власності та всіх мирських обов'язків, включаючи сімейні узи. Подібне значення Дикшит має в джайнізме.
Значення Дикшит пояснюється в різних священних писаннях індуїзму. У «Харі-бгакті-Віласом», авторства кришнаитского богослова Санатан Госвамі говориться:
|  | Помилки радника падають на царя, а гріхи дружини падають на чоловіка. Точно також духовний вчитель забирає гріхи учня. У цьому немає сумніву. |

Основним результатом Дикшит є передача духовного знання. У «Вішну-Ямалу тантрі» говориться:
|  | Дикшит, отримана від особистості, яка усвідомила істину, є процесом, який дає духовне знання і руйнує гріхи. |

Вайшнавська система панчаратріка вимагає проходження процесу відомого як самскар, який складається з п'яти стадій очищення: 
|  | Тапа, пундра, нама,мантра і яга; ці п'ять елементів становлятьПанча-самскар. Вони є причиною сильної відданості Господу Харі. Як бронза перетворюється на золото коли змішується зі ртуттю в алхімічному процесі, точно також той, хто належним чином навчений і ініційований істинним духовним вчителем, негайно стає брахманом. |